# Blacus epitolus
Blacus epitolus är en stekelart som beskrevs av Van Achterberg 1976. Blacus epitolus ingår i släktet Blacus, och familjen bracksteklar. Inga underarter finns listade.